# オクラ
オクラ（秋葵、英: okra、学名: Abelmoschus esculentus）は、アオイ科トロロアオイ属の植物、またはその食用果実の一つ。

## 特徴
原産地はアフリカ北東部（エチオピアが有力）。原産地や熱帯では多年草で、何年も繰り返し果実をつけるが、日本では越冬できないため一年草である。
角オクラは10センチメートル、丸オクラは15 - 20センチメートルくらいに成長した段階の若い果実を食用とし、日本でも広く普及している。大きくなりすぎると繊維が発達して食感が悪くなり、食品価値を失う。

## 名称
日本語名オクラは、英語名 “okra” （オクラ）からの借用語（外来語）で、その語源はアフリカのガーナで話されるトウィ語の “nkrama” に由来する。その形状から “Lady's finger”（レディース・フィンガー：「婦人の指」の意）とも呼ばれる。英語の別名で “gumbo”（ガンボ）ともよばれ、フランス語名は “gombo”（ゴンボ）、イタリア語名では “gombo”（ゴンボ）または “abelmosco”（アベルモスコ）という。
和名をアメリカネリと言い、ほかに陸蓮根（おかれんこん）の異名もある。日本に入って来たのは幕末から明治初期で、従来「ネリ」と呼んでいたトロロアオイの近縁種であったので「アメリカネリ」と名付けられた。沖縄県や鹿児島県、伊豆諸島など、この野菜が全国的に普及する昭和50年代以前から食べられていた地域では「ネリ」という日本語で呼ばれていた。今では「オクラ」という英語名称以外では通じないことが多い。

## 分布
アフリカ東北部の原産。熱帯から温帯で栽培されている。
エジプトでは、紀元前元年ごろにはすでに栽培されていた歴史の古い野菜で、野生種はインドでも見られる。アメリカ州では、主に西アフリカから移住させられた奴隷によって栽培が始まり、現在でもアメリカ合衆国南部、西インド諸島、ブラジル北部など、アフリカ系住民の多い地域でよく栽培されている。
日本に渡来したのは幕末ごろで、一般に広く栽培されるようになったのは、昭和30年代になってからである。

## 形態・生態
高温性野菜で熱帯では多年草であるが、オクラは少しの霜で枯れてしまうほどに寒さに弱いために、日本では一年草となっている。10℃以下の環境では生育できなくなる。
短期間で50センチメートル (cm) - 2メートル (m) ほどに生長し、15 - 30 cmの大きさの掌状の葉をつける。
淡黄色に中央が赤色のトロロアオイに非常に似た花をつける。開花は夜から早朝にかけてで、昼にはしぼんでしまう。開花後、上方に向かって莢が出てくる。緑色もしくは赤い果皮で長さ5 - 30 cmの先の尖った形の五稜の果実をつけ、表面に短毛が生えており収穫適期の物でも肉眼では確認出来ない程に細くて鋭いトゲを有する事がある。このトゲは指先に刺さってチクチクと痛みを感じてもトゲの位置が探し出せず厄介なことになるので、素手で触る際には先端から太い方向に指を滑らさないような注意が必要である。熟すと木質化する。寒さに弱く霜が降りる気候では結実しない。

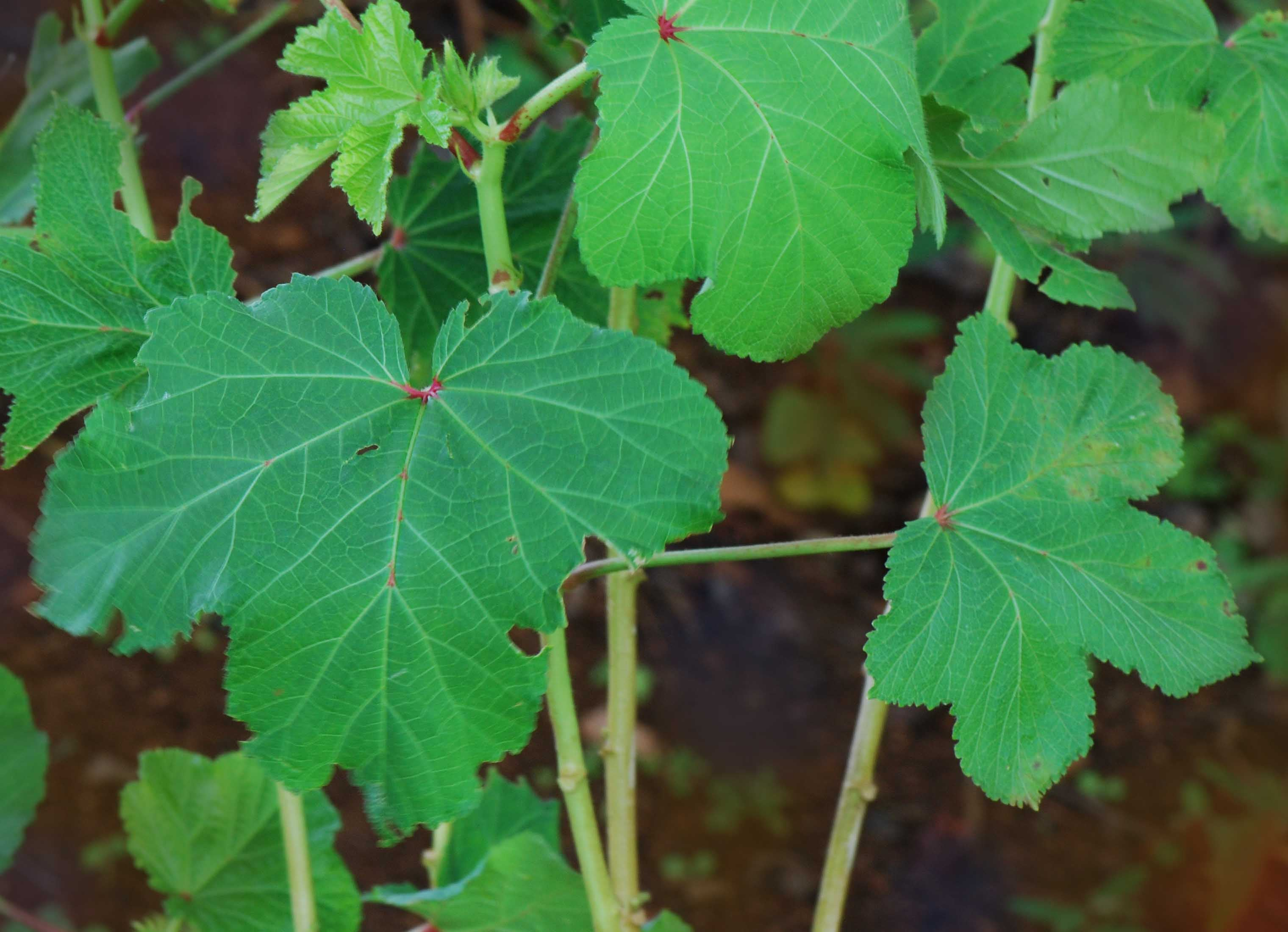
葉
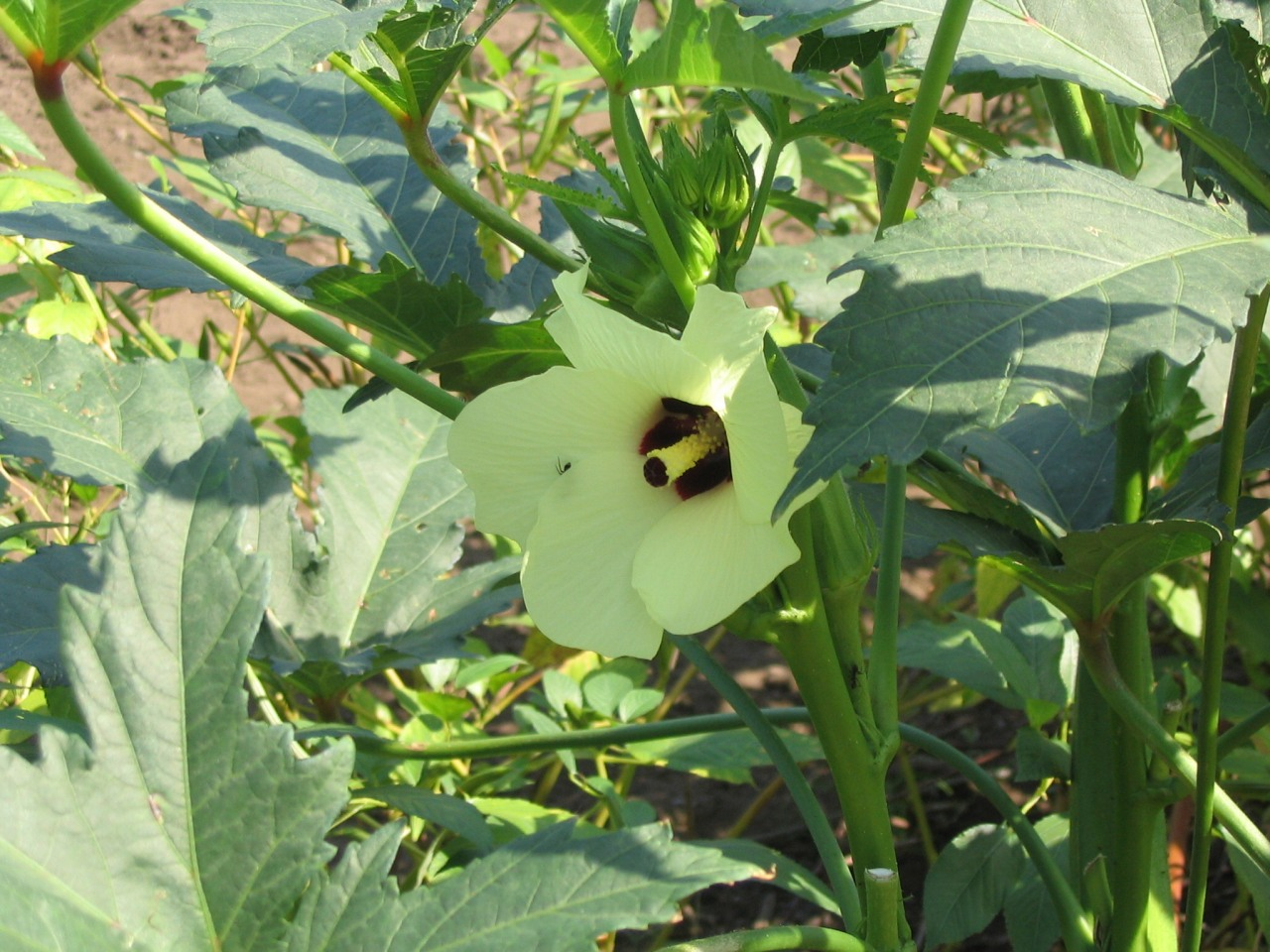
花
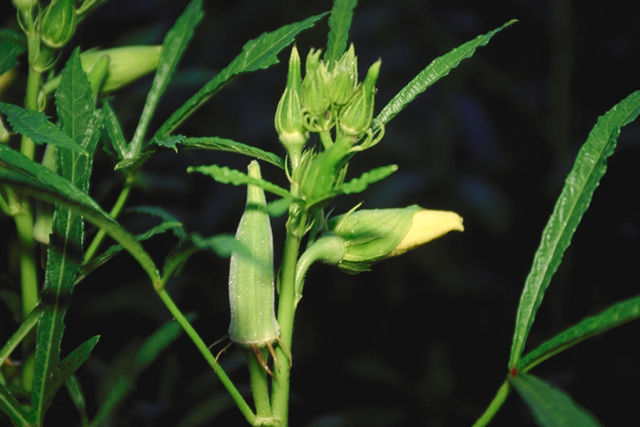
蕾と若い果実
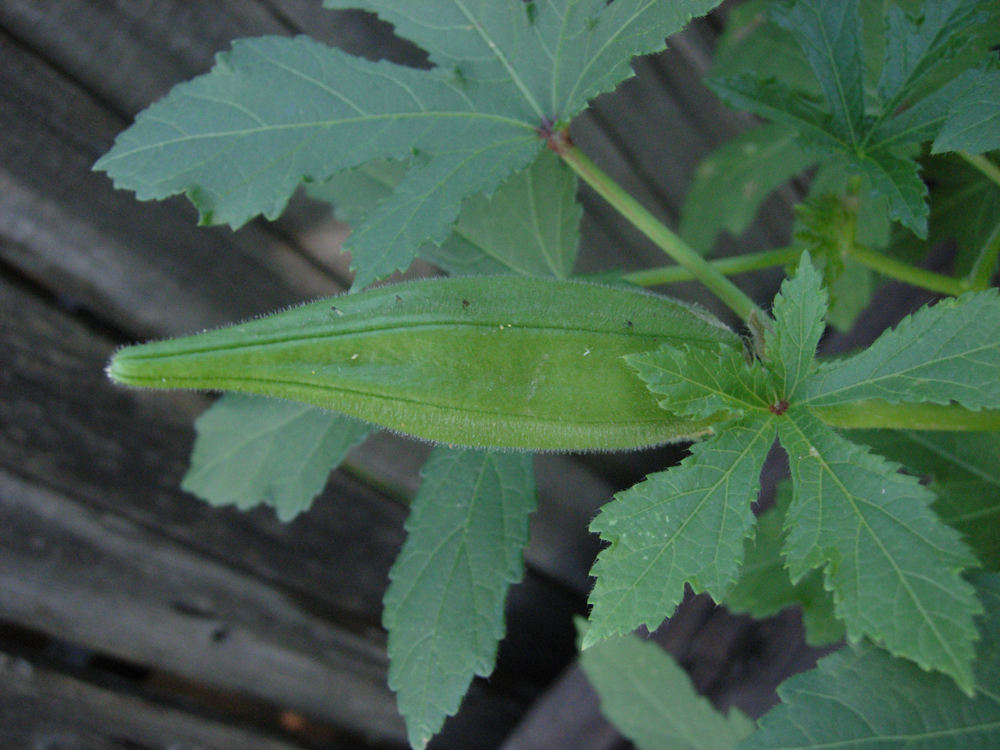
果実
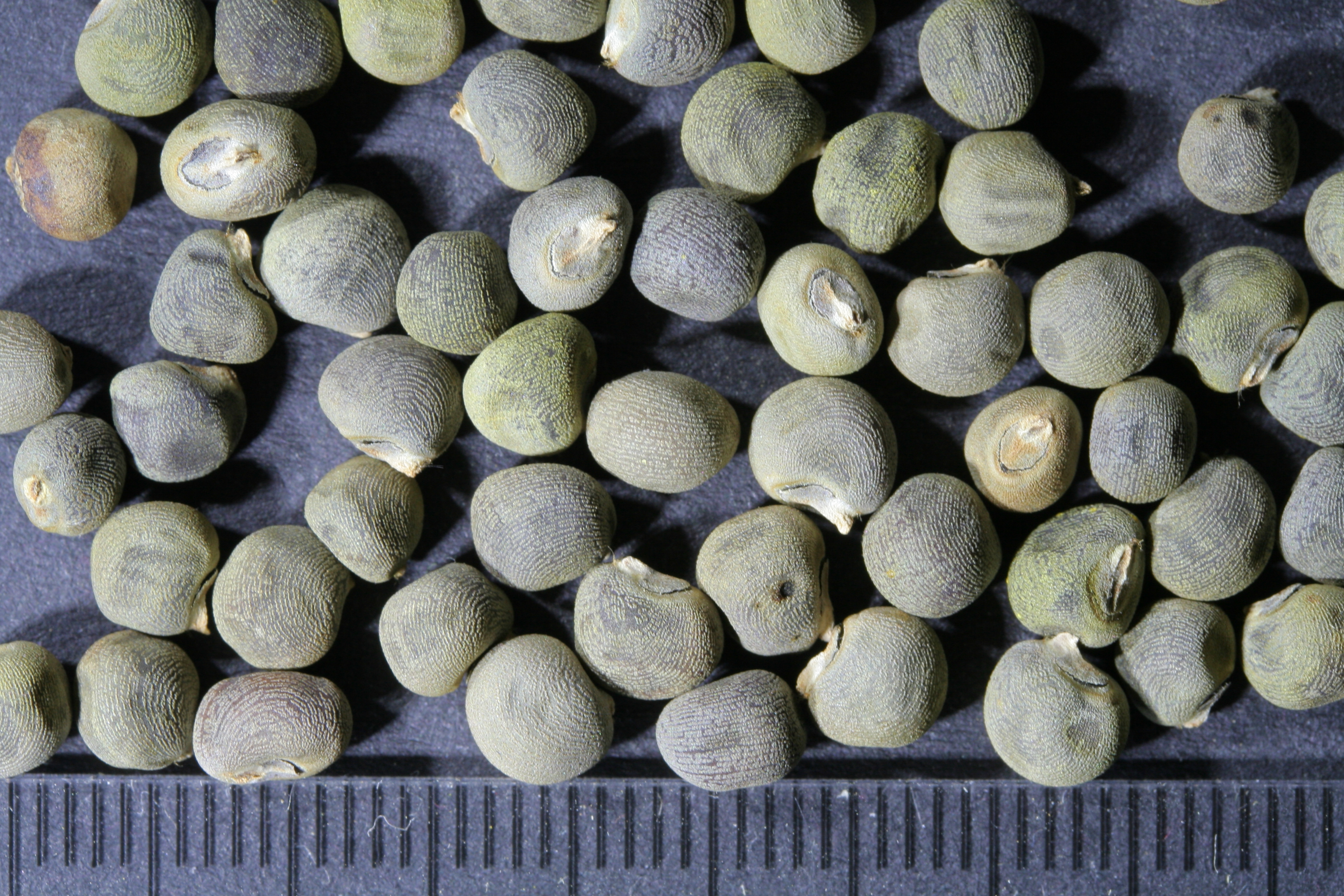
種子

## 代表的な種類
オクラの果実形状によって区分され、「五角種」「丸さや種」「多角種」などの違いがある。現在の日本で主流を占めるのは、稜がはっきりしていて断面は丸みを帯びた星型になる品種だが、沖縄や八丈島などでは大型で稜がほとんどなく、断面の丸いものが栽培されている。その他、果実表面の色が緑色のほか紫紅色、黄色の品種や、大きさが2センチメートル程度の小さい品種から15センチメートルにもなる大きな品種もある。
五角種
一般に出回っている種で、莢の断面が五角形のきれいな星形になる。開花後4、5日後の若いサヤが食用される。「東京五角オクラ」などの品種がある。
丸オクラ
莢の断面が円形で、大きくなってもやわらかいのが特徴。五角種と味や成分は変わらない。代表品種に、八丈島原産で関東地方で主に栽培されている「八丈オクラ」や、沖縄原産の「島オクラ」がある。
赤オクラ
果実の莢にアントシアニンを含む暗紫紅色の品種で、断面は五角形で加熱すると緑色になる。比較的やわらかくて味が濃く、サラダなどの生食に向いている。
白オクラ
山口県で栽培されている丸オクラの品種で、実色が白い。固くなりにくく、生食に向く。
島オクラ
沖縄で栽培されている在来種で、丸オクラの1種。一般のオクラよりも17 - 18 cmとかなり大きくなり、やわらかくて食べやすく、味も変わらない。
スターオブデイビッド
イスラエルで栽培される伝統品種で、莢の断面が八角形になる。やわらかくて粘りがある。
ミニオクラ
品種ではないが、普通のオクラの実を小さいうちに早採りしたもの。実の長さは2 - 3センチメートルほどで、料亭などで利用される。

## 栽培
高温と日光を好む性質で、栽培適温は20 - 30℃とされる。花は降霜期まで咲き続ける。耐寒性は弱く、特に10度以下になるとまったく生育しない。連作不可の作物のため、2 - 3年はオクラを作っていない畑で栽培する。
春に十分暖かくなってから種を蒔くと、夏場に株が盛んに生長して、夏から秋まで長期に渡って果実を収穫する。栽培難度は容易で、日当たりの良い畑で株間をとって、収穫期間中も追肥を与えることが栽培のコツとなる。乾燥に強く、多湿にもある程度耐えて、性質は強健である。土質は選ばないが、酸性土壌には適さず、pHは6.0 - 6.5が好適である。
春に朝晩の気温が10℃を下回らなくなったら、元肥を多めに施した畑に、株間40 - 50センチメートルほど空けて、1箇所に4 - 5粒の種を蒔く。直根性のため、直まきが適している。発芽して本葉が数枚開き始めたら、順次間引きを行って生育が良い苗だけを1本残す。他の果菜に比べると、葉の混み合いと収穫果数は少ない方なので、1カ所に2株植えてもよい。苗は乾燥に弱いため、土壌に敷き藁やポリマルチを行って乾燥を防ぐようにするとよい。初夏は株の生長期で、月2 - 3回ほど追肥を行うようにし、土寄せを行う。
丈が伸びて夏に花を咲かせるようになると、花後の実がかたくなってしまう前に、開花後3 - 4日を目安に長さ5 - 8センチメートルほどになった若い果実を収穫するようにする。順次収穫できるようになるので、この間も追肥を欠かさないようにする。幼果の成長はたいへん速く、果実の収穫が遅れると繊維質が発達して著しく食味を損ねるので、適期を見逃さず収穫する。収穫した実よりも下にある葉は、そのままにしておくと株が弱ってしまうため、すべて切り落とすようにする。果実にイボ状の突起ができる状態（イボ果）でも生理障害によるものなので食用には問題ないが、生育状態が悪くなっているときや日照不足、気温低下でも起こる。症状が出たら追肥をしたり、軽く中耕して根の酸素を送り、下部の葉が重なっているところは摘葉して対処する。

### 病虫害
連作を行うとネコブセンチュウや苗立枯病の発生が多くなるので、連作は避ける。苗立枯病は、早まきすると発生しやすくなる。害虫のネコブセンチュウが一旦発生すると防除することができなくなる。
アブラムシやハスモンヨトウ、フキノメイガ、カメムシ、マメハモグリバエ、フタトガリコヤガという害虫も、他の野菜に比べて発生被害を受けやすい。葉を食害されるなど被害を受けるため、発見したら葉とともに摘み取って適用農薬を散布したり、殺虫剤を種まきや定植前の堀穴に施すと良いといわれている。アブラムシの飛来を抑制するために、シルバーストライプ入りのポリマルチをすると有効とされる。通風不良になると発生しやすいので、余分な側枝や葉を取り除いて、通風や採光をとることも必要である。

## 生産
日本の平成24年度における全国作付面積は799ヘクタール (ha) 、年間国内出荷量は11,224トン (t) であり、主な生産地は鹿児島4,383 t（39%）、高知1,946 t（17%）、沖縄992 t（9%）、熊本898 t（8%）、宮崎523 t（5%）である。また、国内出荷量が減る冬季を中心にタイ、フィリピンなどから輸入している。

## 人間との関わり
紀元前から食べられていたと言われるβ-カロテンやビタミンB群が豊富な緑黄色野菜で、やわらかいうちの未熟果を食用にする。エジプト、インドでは古くから重要な野菜で、用途も多い。日本では夏野菜の一つに数えられ、主な旬は夏場（7 - 9月）と言われているが、ハウス栽培や東南アジアからの輸入品もあり通年出回っている。食味はクセがなく特有の風味があり、切ったときに出る粘り成分はペクチンとムチレージである。胃腸の調子を整えたり、夏バテ防止に役立つ健康野菜と評されており、刻んで生食するほか、サラダ、和え物、天ぷら、スープ、ソテー、煮込み料理、炒め料理などに使われる。
鮮度の良いおいしいオクラの見分け方は、果実基部のヘタや萼の周辺に黒い斑点がなく、全体に濃い緑色で、産毛がしっかり生えているものが良品である。また果実が大きすぎると熟しすぎて固くなってしまい、味が落ちる。

### 栄養
オクラは、刻んだ時にぬめぬめした粘り気が出るが、この粘り気の正体は、主に水溶性食物繊維のペクチンと植物性糖タンパク質のムチレージである。ペクチンは、血糖値の上昇を抑制したり、便通をよくする作用がある。またムチレージは、脂肪や悪玉コレステロールの吸収を減らす効果をもっているといわれ、胃の粘膜保護、タンパク質の消化吸収を助ける働きがある。ペクチン以外の不溶性食物繊維も豊富に含まれ、便秘を改善して、大腸がんリスクなどを抑制するといわれている。
他の栄養素としては、β-カロテン、ビタミンB1・ビタミンB2・ビタミンC、カルシウム、葉酸、食物繊維などが豊富に含まれるため、夏バテ防止、便秘・下痢に効く整腸作用などが期待できる。

### 調理
果実の表面に細かい産毛があり、そのままでは口当たりが悪いので塩をまぶしてこすり取ると口当たりが良くなる。生でも食べられるが、茹でるときは固めに仕上がるように、熱湯に入れてから手早く冷水に取って冷ますと、鮮やかな緑色で茹で上がる。果実の基部にある角張った部分（萼がついている場所）は苦味があるので、丸ごと使う場合は面取りするように削り取って使う。
加熱調理をしても栄養素があまり失われない特徴を持っているが、茹でると水溶性のぬめり成分が減少するため、粘り気の効果を期待して料理に活かすのであれば、生食のほうがよい。粘り気を出して料理に活かすためには、包丁で細かく刻んだり、たたいたりして、オクラの組織を破壊するようにする。また少し加熱することでも粘りは出てくるが、加熱しすぎると栄養分が損なわれてしまうので、軽くゆがいて細かく刻んだほうが、他の食材ともなじみやすくなる。
粘り気を外に出さないように、莢のままやさしく加熱する料理もある。また、穀粉と一緒に加熱する、酸味の水に漬ける、先に油通ししておくなど、粘り気を抑えるための調理法がある。

### 料理
日本では、生あるいは軽く茹でて小口切りにして粘り気を出し、醤油、鰹節、味噌などをつけて食べることが多い。他にも、煮物、天ぷら、炒め物、酢の物、和え物、汁の実、すりおろすことによってとろろの代わり、納豆の薬味、サラダなどの利用法がある。花蕾を収穫して、天ぷらにしてもおいしく食べられる。
インドグジャラート州では、輪切りにしたオクラをひよこ豆の粉（ベサン besan）と炒めたビンディ・ヌ・シャーク (bhindi nu shāk) という料理があり、南インドには、炒めたオクラをヨーグルトで和え、油で炒めた香辛料で香りをつけたヴェンダッカイ・タイール・パチャディ (vendakkai thair pachadi) という料理がある。
パキスタンから中東、北アフリカ、西アフリカ、西インド諸島では、輪切りにしてトマトや肉と煮込み、ご飯にかけて食べることが多い。
キューバでは、煮込み料理にする他、ピラフのように米と炊き込む。ブラジルバイーア州には、オクラ、タマネギ、干しえび、ラッカセイまたはカシューナッツを煮込んで作る「カルル・ド・パラ」（caruru）というソースがある。
アメリカ合衆国では、南部の料理によく用いられる。北部ではオクラ特有の粘り気が嫌われることが多く、21世紀現在でもあまり栽培されていない。南部ではスープの具にしたり、輪切りにしてコーンミール（トウモロコシの粉）をまぶして揚げたり、ピクルスにする他、オクラをベーコンと米と一緒に炊き込んだ、リンピン・スーザン (Limpin' Susan) というピラフのような料理もある。ルイジアナ州のクレオール／ケイジャン料理では、ガンボ (gumbo) と呼ばれる煮込み料理にとろみをつけるのに、オクラが使われることが多い。オクラを入れたスープもしばしばガンボ・スープと呼ばれるが、これはフランス語の「ゴンボ」(gombo) が英語に導入されガンボとなったものである。なお、「ゴンボ」は「オクラ」を意味するアンゴラ語の「キンゴンボ」(ki ngombo) もしくは中央バントゥー語の「キゴンボ」(kigombo) に由来する。ちなみにオクラのことを、キューバでは「キンボンボ」(quimbombó)、プエルトリコでは「キンガンボ」(guingambó) と呼ぶ。
ベトナムでは、大振りのオクラをスライスしたものを、ヤギ肉の焼き肉と一緒に焼いて食べる。
西アフリカでは、細かく刻んだオクラをヤシ油で煮込んだソースを、米やフフなどの主食につけて食べる。
加工食品として、ソースやケチャップの原材料としても用いられる。種子は煎じてコーヒーの代用品として飲まれた歴史がある。

### 保存
収穫後は鮮度が落ちて固くなって風味が落ちるため、なるべくその日のうちに使い切るのが理想とされる。5℃以下で低温障害を起こすので、保存するときはラップやポリ袋に入れて冷蔵保存するようにするが、もともと低温を嫌うため、常温の涼しい日陰の場所でも保存できる。また、調理に使うのであれば、固めに茹でてから水気を切って保存袋で冷蔵保存しても良い。

### 薬用
薬用とする部位は果実で、薬草としての生薬名は特に定められていないが、便秘に効果があるといわれる。潤いがなく乾燥気味の便のときに良いといわれ、使い方は普通の食事をとるときに、1日2、3個のオクラを生で食べたり、スープや汁の実として利用する。